# Prøveløsladelse
En prøveløsladelse indebærer, at en person, der er idømt en fængselstraf, bliver løsladt, før ens straf udløber, under visse betingelser, der kan variere fra land til land.

## I Danmark
I Danmark kan man normalt blive prøveløsladt, når man har afsonet ⅔ af sin straf. Man kan dog også blive prøveløsladt efter blot halvdelen af dommen er afsonet. Dog kun, hvis man har en dom på mindst tre måneders fængsel. Hvis man har fået en livstidsdom, kan man tidligst blive prøveløsladt efter 12 år. Det er fængslet eller Justitsministeriet, der afgør, om man kan blive prøveløsladt, hvilket kan nægtes, hvis det vurderes, at den indsatte vil begå yderligere kriminalitet.